# Panel genético
Un panel genético o panel de multigénico es una técnica utilizada para identificar y seleccionar individuos que poseen un fenotipo de interés en una población mutagenizada. Por lo tanto, una pantalla genética es un tipo de detección fenotípica . Las pantallas genéticas pueden proporcionar información importante sobre la función de los genes, así como los eventos moleculares que subyacen a un proceso o vía biológicos. Si bien los proyectos del genoma han identificado un extenso inventario de genes en muchos organismos diferentes, las pantallas genéticas pueden proporcionar información valiosa sobre cómo funcionan esos genes.

## Detección básica
La genética directa (o una pantalla genética directa) comienza con un fenotipo y luego intenta identificar la mutación causante y, por lo tanto, los genes responsables del fenotipo. Por ejemplo, la famosa pantalla de Christiane Nüsslein-Volhard y Eric Wieschaus mutagenizó moscas de la fruta y luego se dispuso a encontrar los genes que causaban los fenotipos mutantes observados.
Las pantallas genéticas directas exitosas a menudo requieren un fondo genético definido y un procedimiento experimental simple. Es decir, cuando se mutagenizan varios individuos, deben ser genéticamente idénticos para que su fenotipo de tipo salvaje también sea idéntico y los fenotipos mutantes sean más fáciles de identificar. Un método de cribado simple permite cribar un mayor número de individuos, aumentando así la probabilidad de generar e identificar mutantes de interés.
Dado que las mutaciones alélicas naturales son raras antes de la selección, los genetistas a menudo mutagenizan una población de individuos al exponerlos a un mutágeno conocido, como un químico o radiación, generando así una frecuencia mucho mayor de mutaciones cromosómicas . En algunos organismos, los mutágenos se utilizan para realizar análisis de saturación, es decir, un análisis utilizado para descubrir todos los genes implicados en un fenotipo particular. Christiane Nüsslein-Volhard y Eric Wieschaus fueron los primeros en realizar este tipo de procedimiento de detección en animales.
La genética inversa (o una pantalla genética inversa), comienza con un gen conocido y analiza el efecto de su alteración mediante el análisis de los fenotipos resultantes. Por ejemplo, en una pantalla de eliminación, uno o más genes se eliminan por completo y los mutantes de eliminación se analizan para detectar fenotipos. Estos análisis se han realizado para todos los genes en muchas bacterias e incluso en organismos complejos, como C. elegans . Una pantalla genética inversa generalmente comienza con una secuencia de genes seguida de una inactivación dirigida. Además, induce mutaciones en organismos modelo para aprender su papel en la enfermedad. La genética inversa también se usa para proporcionar estadísticas extremadamente precisas sobre las mutaciones que ocurren en genes específicos. Desde estas pantallas, puede determinar qué tan fortuitas son las mutaciones y con qué frecuencia ocurren las mutaciones.

## Variaciones de screening
Existen numerosas variantes de cribado para dilucidar un gen que da lugar a un fenotipo mutante de interés.

### Amplificador
Una pantalla potenciadora comienza con un individuo mutante que tiene un proceso de interés afectado con una mutación genética conocida. El cribado puede utilizarse entonces para identificar genes o mutaciones genéticas adicionales que desempeñen un papel en ese proceso biológico o fisiológico. Un muestreo de potenciadores genéticos identifica mutaciones que potencian un fenotipo de interés en un individuo ya mutante. El fenotipo del doble mutante (individuo con el potenciador y la mutación original de fondo) es más prominente que cualquiera de los fenotipos de los mutantes individuales. La mejora debe superar los fenotipos esperados de las dos mutaciones por separado y, por tanto, cada mutación puede considerarse un potenciador de la otra. El aislamiento de mutantes potenciadores puede llevar a la identificación de genes que interactúan o que actúan de forma redundante entre sí.

### Supresor
Se utiliza una pantalla supresora para identificar mutaciones supresoras que alivian o revierten el fenotipo de la mutación original, en un proceso definido comoviabilidad sintética . Las mutaciones supresoras pueden describirse como segundas mutaciones en un lugar del cromosoma distinto de la mutación en estudio, que suprimen el fenotipo de la mutación original. Si la mutación se encuentra en el mismo gen que la mutación original se conoce  supresión intragénica, mientras que una mutación localizada en un gen diferente se conoce como supresión extragénica o supresión intergénica . Las mutaciones supresoras son extremadamente útiles para definir las funciones de las vías bioquímicas dentro de una célula y las relaciones entre las distintas vías bioquímicas.

### Sensibilidad a la temperatura
Una pantalla sensible a la temperatura consiste en realizar cambios de temperatura para potenciar un fenotipo mutante. Una población cultivada a bajas temperaturas tendría un fenotipo normal; sin embargo, la mutación en el gen concreto la haría inestable a una temperatura más alta. Una pantalla para la sensibilidad a la temperatura en las moscas de la fruta, por ejemplo, podría implicar elevar la temperatura en la jaula hasta que algunas moscas se desmayen, y luego abrir un portal para dejar escapar a las demás. Los individuos seleccionados en un muestreo pueden ser portadores de una versión inusual de un gen involucrado en el fenotipo de interés. Una ventaja de los alelos que se encuentran en este tipo de muestreo es que el fenotipo mutante es condicional y puede activarse simplemente elevando la temperatura. Una mutación nula en un gen de este tipo puede ser letal para el embrión y dichos mutantes se pasarían por alto en una pantalla básica. Lee Hartwell y Paul Nurse llevaron a cabo de forma independiente una famosa pantalla sensible a la temperatura para identificar mutantes defectuosos en el ciclo celular en S. cerevisiae y S. pombe, respectivamente.

### ARNi

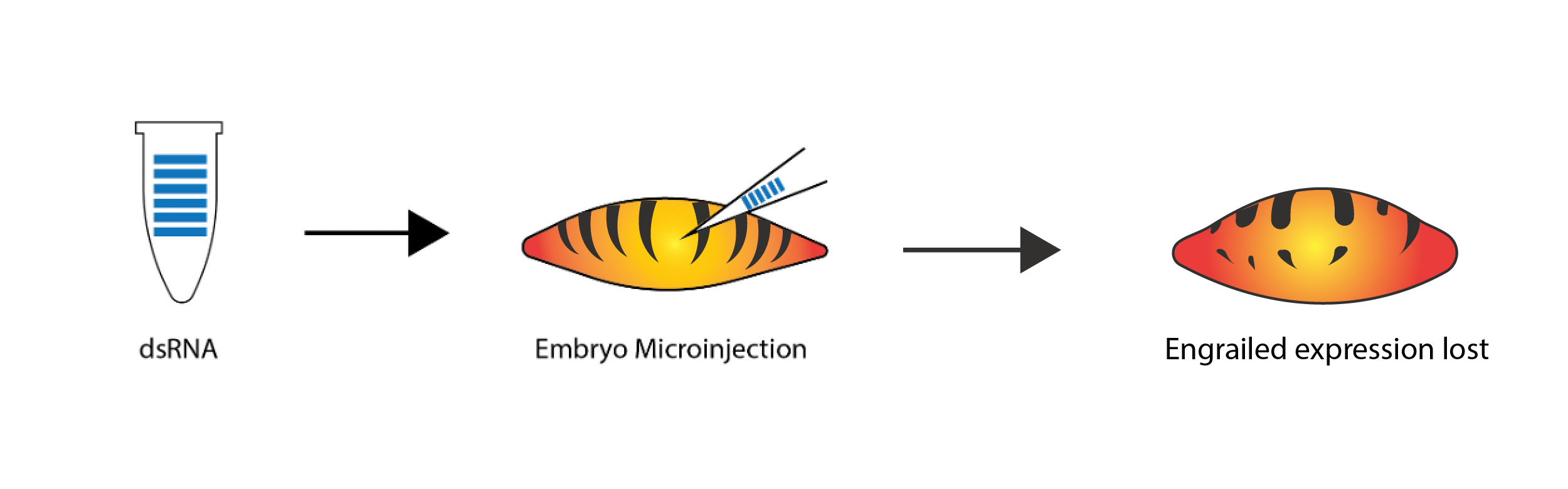
Una descripción general del método de inyección embrionaria de ARN de interferencia (ARNi).

La pantalla de interferencia de ARN (RNAi) es esencialmente un muestreo de genética directa que utiliza una técnica de genética inversa. Al igual que ocurría en el pasado con los análisis genéticos clásicos, el éxito de los estudios de ARNi a gran escala depende de un desarrollo cuidadoso de los ensayos fenotípicos y de su interpretación En Drosophila, la RNAi se ha aplicado en células cultivadas o in vivo para investigar las funciones génicas y para afectar a la función de genes individuales a escala de todo el genoma. La RNAi se utiliza para silenciar la expresión génica en Drosophila mediante la inyección de dsRNA en embriones tempranos, e interfiere con los genes Frizzled y Frizzled2 creando defectos en el patrón embrionario que imitan la pérdida de la función sin alas.

### CRISPR

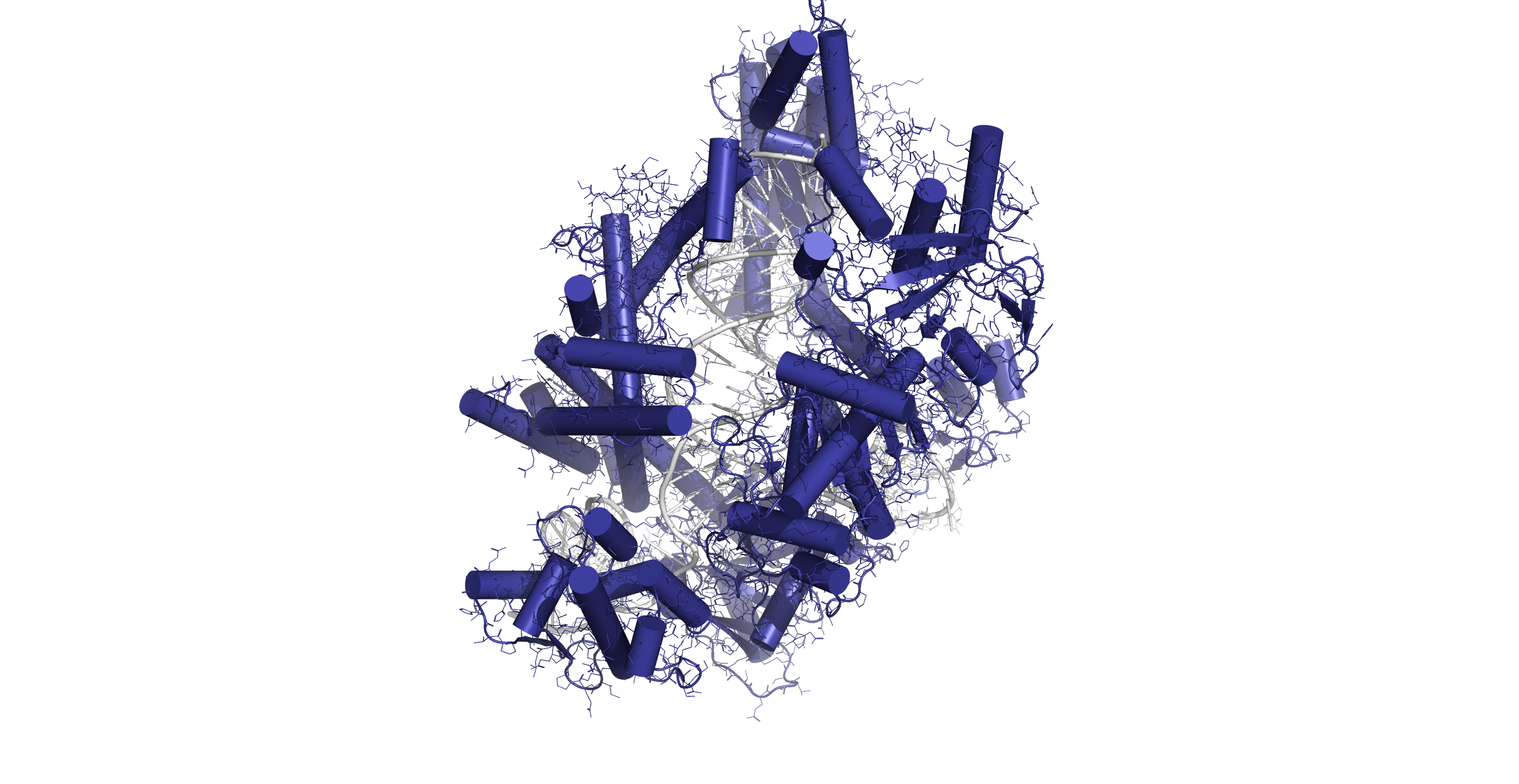
Cas12a en complejo con crRNA y ADN objetivo: la herramienta clave para las pantallas CRISPR.

CRISPR/Cas se utiliza principalmente para análisis genéticos inversos. CRISPR tiene la capacidad de crear bibliotecas de miles de mutaciones genéticas precisas y puede identificar nuevos tumores, así como validar tumores más antiguos en la investigación del cáncer. La biblioteca de eliminación de CRISPR-Cas9 (GeCKO) a escala de genoma dirigida a 18 080 genes con 64 751 secuencias guía únicas que identifican genes esenciales para la viabilidad celular en el cáncer. Sistema bacteriano CRISPR-Cas9 para la ingeniería de mutaciones tanto de pérdida de función (LOF) como de ganancia de función (GOF) en organoides intestinales humanos no transformados con el fin de demostrar un modelo de cáncer colorrectal (CRC) . También puede utilizarse para estudiar las consecuencias funcionales de las mutaciones in vivo, permitiendo la edición directa del genoma en células somáticas.

## Mapeo de mutantes
Mediante el enfoque de la genética clásica, un investigador ubicaría (mapearía) el gen en su cromosoma cruzando con individuos que tienen otros rasgos inusuales y recopilando estadísticas sobre la frecuencia con la que los dos rasgos se heredan juntos. Los genetistas clásicos habrían utilizado rasgos fenotípicos para cartografiar los nuevos alelos mutantes. Con la llegada de las secuencias genómicas de sistemas modelo como Drosophila melanogaster , Arabidopsis thaliana y C. elegans ahora se han identificado muchos polimorfismos de un solo nucleótido (SNP) que pueden usarse como características para el mapeo. De hecho, la pantalla de Heidelberg, que permitía probar mutantes en masa y fue desarrollada en 1980 por Nüsslein-Volhard y Wieschaus, abrió el camino a los futuros científicos en este campo. Los SNP son los rasgos preferidos para la cartografía, ya que son muy frecuentes, del orden de una diferencia por cada 1000 pares de bases, entre distintas variedades de organismos. También pueden utilizarse mutágenos, como inserciones aleatorias de ADN por transformación o transposones activos para generar nuevos mutantes. Estas técnicas tienen la ventaja de marcar los nuevos alelos con un marcador molecular (ADN) conocido que puede facilitar la rápida identificación del gen.

## Clonación posicional
La clonación posicional es un método de identificación de genes en el que un gen para un fenotipo específico se identifica sólo por su localización cromosómica aproximada (pero no por su función); esto se conoce como región candidata . Inicialmente, la región candidata se puede definir mediante técnicas como el análisis de ligamiento  y, a continuación, se utiliza la clonación posicional para acotar la región candidata hasta encontrar el gen y sus mutaciones. La clonación posicional suele implicar el aislamiento de segmentos de ADN parcialmente solapados a partir de bibliotecas genómicas para avanzar a lo largo del cromosoma hacia un gen específico. En el transcurso de la clonación posicional, es necesario determinar si el segmento de ADN que se está considerando forma parte del gen.
Entre las pruebas utilizadas con este fin se encuentran la hibridación entre especies, la identificación de islas CpG no metiladas, la captura de exones, la selección directa de ADNc, el análisis informático de la secuencia de ADN, la detección de mutaciones en individuos afectados y las pruebas de expresión génica. Para genomas en los que se conocen las regiones de polimorfismos genéticos, la clonación posicional consiste en identificar los polimorfismos que flanquean la mutación. Este proceso requiere clonar y secuenciar progresivamente fragmentos de ADN del marcador genético conocido más cercano, acercándose al alelo mutante con cada nuevo clon. Este proceso produce un mapa de contig del locus y se conoce como caminata cromosómica . Con la finalización de los proyectos de secuenciación del genoma, como el Proyecto del Genoma Humano, la clonación posicional moderna puede usar contigs listos para usar de las bases de datos de secuencias del genoma directamente.
Para cada nuevo clon de ADN, se identifica un polimorfismo y se prueba en la población de mapeo para determinar su frecuencia de recombinación en comparación con el fenotipo mutante. Cuando el clon de ADN se encuentra en el alelo mutante o cerca de él, la frecuencia de recombinación debería ser cercana a cero. Si el recorrido cromosómico avanza a través del alelo mutante, los nuevos polimorfismos empezarán a mostrar un aumento en la frecuencia de recombinación en comparación con el fenotipo mutante. Dependiendo del tamaño de la población de mapeo, el alelo mutante puede reducirse a una pequeña región (<30 Kb). A continuación, se requiere la comparación de secuencias entre el ADN de tipo salvaje y el mutante en esa región para localizar la mutación de ADN que causa la diferencia fenotípica.
La clonación posicional moderna puede extraer más directamente información de los proyectos de secuenciación genómica y de los datos existentes analizando los genes de la región candidata. A continuación, se pueden priorizar los genes potencialmente patógenos de la región candidata, reduciendo potencialmente la cantidad de trabajo necesario. Los genes con patrones de expresión coherentes con el fenotipo de la enfermedad, que muestren una función (putativa) relacionada con el fenotipo o que sean homólogos a otro gen relacionado con el fenotipo son candidatos prioritarios. La generalización de las técnicas de clonación posicional de este modo también se conoce como descubrimiento posicional de genes.
La clonación posicional es un método eficaz para aislar genes de enfermedades de forma imparcial y se ha utilizado para identificar genes de enfermedades como la distrofia muscular de Duchenne, la enfermedad de Huntington y la fibrosis quística . Sin embargo, surgen complicaciones en el análisis si la enfermedad presenta heterogeneidad de locus.